# Articolo 39 della Costituzione italiana
L'articolo 39 della Costituzione italiana si occupa dei sindacati.

## Testo dell'articolo
"L'organizzazione sindacale è libera.

Ai sindacati non può essere imposto altro obbligo se non la loro registrazione presso uffici locali o centrali, secondo le norme di legge.

È condizione per la registrazione che gli statuti dei sindacati sanciscano un ordinamento interno a base democratica.

I sindacati registrati hanno personalità giuridica. Possono, rappresentati unitariamente in proporzione dei loro iscritti, stipulare contratti collettivi di lavoro con efficacia obbligatoria per tutti gli appartenenti alle categorie alle quali il contratto si riferisce."

## Commi dell'articolo (2, 3, 4)
Il secondo comma dell'articolo 39 afferma che la legge non può imporre alcun altro obbligo ai sindacati, se non la registrazione.
Il terzo comma afferma che per l’iscrizione è necessario che lo statuto dell’organizzazione sindacale si ispiri ad un principio democratico.
Il quarto comma afferma che i sindacati registrati hanno personalità giuridica.

## La libertà sindacale
I sindacati sono associazioni volontarie aventi lo scopo di difendere gli interessi professionali della categoria che rappresentano, quindi possono rappresentare sia i lavoratori che i datori di lavoro.
Con la libertà sindacale si intende la facoltà o il diritto di costituire associazioni sindacali: il cittadino deve essere libero di potervi aderire o di uscirne senza limitazioni. E deve essere garantita anche un’autonomia dai pubblici poteri.
Per quanto riguarda le basi giuridiche di questa libertà, dobbiamo distinguere tra:
- Le fonti internazionali
- Le fonti del diritto dell'Unione europea
- Le fonti nazionali.

Tra le prime, il ruolo predominante è svolto dalle convenzioni OIL (Organizzazione Internazionale del lavoro).
La convenzione del 1948 vieta qualunque disturbo dell’autorità pubblica nell’esercizio dei diritti sindacali, quella 1949 interviene sui rapporti tra lavoratori e datori di lavoro, stabilendo il diritto dei primi a non essere discriminati per ragioni sindacali.
Un'altra fonte fondamentale è la Convenzione europea per la salvaguardia dei diritti dell'uomo e delle libertà fondamentali (CEDU), il cui articolo 11, rubricato “Libertà di riunione e associazione”, tra le fonti del diritto europeo si trova la Carta dei diritti fondamentali dell’Unione europea (CDFUE). Nella Carta trovano riconoscimento la libertà di associazione - sindacale, la negoziazione collettiva e il diritto di azione collettiva (sciopero e serrata).
Tra le fonti nazionali, infine, vi sono l’art 39 c. 1 Cost. e i titoli II e III dello Statuto dei lavoratori (legge n. 300 del 20 maggio 1970).
La libertà sindacale può avere diversi significati:
- Statico: tutelata dalle convenzioni OIL, libertà da interferenze dello stato e soggetti privati (datori di lavoro).
- Dinamica: libertà di svolgere attività sindacale (tutelata dalla legislazione nello statuto dei lavoratori).
- Positiva: diritto di costituire, aderire e svolgere attività sindacale.
- Negativa: libertà di disinteressarsi dal fenomeno sindacale, no iscrizioni, no partecipazioni (es. scioperi indetti dalle organizzazioni sindacali).
- Individuale: fa capo all’individuo.
- Collettiva: libertà del sindacato di scegliere il gruppo professionale che lo rappresenterà.

I titolari della libertà sindacale sono i lavoratori subordinati, parasubordinati e ai lavoratori autonomi che si trovano in condizione di dipendenza economica dal datore.
È riconosciuta ai lavoratori privati, ma anche ai lavoratori pubblici.
Infine, non bisogna dimenticare che sono titolari di questa libertà anche i datori di lavoro.
Per quanto riguarda i lavoratori pubblici, però, è necessario dare conto di alcune restrizioni nel godimento della libertà sindacale per alcune categorie, ovvero i militari di carriera e gli appartenenti alla Polizia di Stato. Essi non possono esercitare il diritto di sciopero.

## L'organizzazione sindacale
I sindacati maggiormente rappresentativi dei lavoratori sono la CGIL (confederazione generale italiana lavoratori), la CISL (confederazione italiana sindacati dei lavoratori) e la UIL (unione italiana lavoratori), accanto ai quali opera un’organizzazione minore, la CISNAL (confederazione italiana sindacati nazionali lavoratori) e numerosi sindacati autonomi. Una delle funzioni fondamentali di tali associazioni è gestire la trattativa con i rappresentanti dei datori di lavoro in occasione dei rinnovi dei contratti collettivi di categoria. Più in generale il loro compito è quello di rappresentare le categorie dei lavoratori nella difesa dei loro interessi prefiggendosi il miglioramento del loro tenore di vita.

## La storia dei sindacati
I sindacati erano associazioni emerse in Inghilterra tra la fine del XVIII e l'inizio del XIX secolo, avviate da lavoratori qualificati che si unirono per difendere i propri privilegi professionali e furono minacciati dallo sviluppo del sistema di fabbrica.
I sindacati contemporanei sono nati in Inghilterra a metà del diciannovesimo secolo come risposte dei lavoratori a condizioni di lavoro quasi disumane. Nell'ambito di questo sfruttamento sono emersi i sindacati, i sindacati dei lavoratori che lottano per i diritti dei loro membri in piazza e in parlamento.
L'abrogazione di queste leggi repressive diede un forte impulso alle associazioni operaie, tanto che nel 1833 fu costituita l'Unione Nazionale. Tuttavia, il diritto di associazione fu pienamente riconosciuto dal Trade Disputes Act nel 1906 e i membri continuarono a crescere rapidamente (8 milioni nel 1920).
Una sorta di involuzione iniziò nel 1926, soprattutto quando un'altra legge sulle controversie commerciali poneva severe restrizioni alle controversie di lavoro, ma dopo la Grande Crisi Economica (1929-33) ci fu una nuova spinta sindacale. Il picco dei sindacati si è verificato tra il 1960 e il 1980, quando gli iscritti hanno raggiunto i 12 milioni. Ma la crisi economica del 1980-83 ha cambiato radicalmente la struttura sociale della Gran Bretagna. Centinaia di aziende hanno chiuso e il potere economico è passato dall'industria ai servizi, facendo scendere gli iscritti al di sotto di 10 milioni e lasciando i sindacati in una crisi senza precedenti. Ci sono 58 sindacati sotto di essa, che rappresentano circa 6,2 milioni di iscritti.

## I sindacati in Italia
Grazie ad Osvaldo Gnocchi-Viani, nel 1891, a Milano, nasce il primo Partito Laburista. Costituirono la spina dorsale del movimento sindacale italiano, che diede vita nel 1906 al primo coordinamento sindacale nazionale italiano, basato sul Sindacato Generale (CGL). Nel 1906, tuttavia, da tempo era stato dato un significato politico a fini strettamente assistenziali. Al Congresso Costituente del Partito Socialista, a cui Gnocchi-Viani ha partecipato, il Sindacato è stato proclamato strumento della lotta sindacale per i lavoratori, non solo strumento di aiuto e protezione. Così, fin dall'inizio, la CGL si trova in una posizione organicamente vicina alle correnti riformiste del Partito socialista, nasce così nel 1912 i sindacati italiani, che a loro volta si associano al sindacalismo rivoluzionario.
Oltre ai socialisti, nel primo decennio del XX secolo nasce il sindacalismo cattolico, ispirato alla Rerum novarum (1891). La rete delle associazioni professionali si diffonde e diventa realtà e i loro sindacati, ma non hanno ancora nulla a che fare con le organizzazioni federali politicizzate.
I sindacati delle imprese in Italia sono centinaia, suddivisi o per dimensione/tipologia oppure per settore, a volte per territorio geografico.
Oltre ai sindacati delle imprese esistono anche i sindacati dei lavoratori autonomi tra cui quelli dei liberi professionisti.
In Italia, il primo vero sindacato nacque a Torino nel 1848, a opera di tipografi. Su questo esempio nasceranno associazioni in tutte le categorie dei lavoratori.
Il tipografo è la figura professionale che si occupa di eseguire la stampa e la rilegatura di testi. In Italia, intorno al 1870 si formarono delle associazioni, le “leghe di resistenza”, che possono essere intese come le prime forme di associazione sindacale. Nel 1888 a Como si fusero nella prima lega provinciale, e a Torino, nell'ottobre del 1890, si formò la prima camera del lavoro.
Nel 1901 nacque la Federazione sindacale internazionale alla quale l’Italia non aderì: infatti un coordinamento nazionale sindacale ci sarà solo nel 1906. Al suo posto sarà creata la Confederazione Generale del Lavoro (CGL).